# Streethockey-Weltmeisterschaft 2003
Die Spiele der 5. Streethockey-Weltmeisterschaft fanden im Jahre 2003 statt und wurden in der Schweiz ausgetragen. Weltmeister wurde zum ersten Mal Kanada, das im Finale Tschechien besiegte.

## Turnier

### Vorrunde
| Pl. |             | Tschechien | Slowakei | Pakistan | Deutschland | Osterreich | Sp | S | U | N | Tore  | Punkte |
| --- | ----------- | ---------- | -------- | -------- | ----------- | ---------- | -- | - | - | - | ----- | ------ |
| 1.  | Tschechien  |            | 2:2      | 6:1      | 11:0        | 14:0       | 4  | 3 | 1 | 0 | 32:03 | 7      |
| 2.  | Slowakei    | 2:2        |          | 3:0      | 3:0         | 3:1        | 4  | 3 | 1 | 0 | 16:3  | 7      |
| 3.  | Pakistan    | 1:6        | 0:3      |          | 2:1         | 5:1        | 4  | 2 | 0 | 2 | 8:11  | 5      |
| 4.  | Deutschland | 0:11       | 0:3      | 1:2      |             | 5:5        | 4  | 0 | 1 | 3 | 06:21 | 1      |
| 5.  | Österreich  | 0:14       | 1:3      | 1:5      | 5:5         |            | 4  | 0 | 1 | 3 | 07:27 | 1      |

| Pl. |                    | Kanada | Italien | Schweiz | Vereinigte Staaten | Bermuda | Lettland | Sp | S | U | N | Tore  | Punkte |
| --- | ------------------ | ------ | ------- | ------- | ------------------ | ------- | -------- | -- | - | - | - | ----- | ------ |
| 1.  | Kanada             |        | 5:1     | 8:0     | 8:3                | 6:0     | 17:0     | 5  | 5 | 0 | 0 | 44:04 | 10     |
| 2.  | Italien            | 1:5    |         | 3:2     | 4:1                | 6:1     | 9:0      | 5  | 4 | 0 | 1 | 23:9  | 8      |
| 3.  | Schweiz            | 0:8    | 2:3     |         | 5:3                | 5:2     | 22:0     | 5  | 3 | 0 | 2 | 34:16 | 6      |
| 4.  | Vereinigte Staaten | 3:8    | 1:4     | 3:5     |                    | 2:1     | 13:0     | 5  | 2 | 0 | 3 | 22:18 | 4      |
| 5.  | Bermuda            | 0:6    | 1:6     | 2:5     | 1:2                |         | 3:2      | 5  | 1 | 0 | 4 | 7:21  | 2      |
| 6.  | Lettland           | 0:17   | 0:9     | 0:22    | 0:13               | 2:3     |          | 5  | 0 | 0 | 5 | 2:64  | 0      |

## Play-off

### Spiel um Platz 7
|  | Deutschland | 5:2 | Vereinigte Staaten |  |

### Spiel um Platz 5
|  | Schweiz | 2:0 | Pakistan |  |

### Halbfinale
|  | Tschechien | 4:1 | Italien |  |

|  | Kanada | 3:1 | Slowakei |  |

## Spiel um Platz 3
|  | Slowakei | 4:0 | Italien |  |

## Finale
|  | Kanada | 6:1 | Tschechien | Zuschauer: 4000 |

| Pl. | Team               |
| --- | ------------------ |
| 1   | Kanada             |
| 2   | Tschechien         |
| 3   | Slowakei           |
| 4   | Italien            |
| 5   | Schweiz            |
| 6   | Pakistan           |
| 7   | Deutschland        |
| 8   | Vereinigte Staaten |
| 9   | Bermuda            |
| 10  | Österreich         |
| 11  | Lettland           |